# Мембранне травлення
Мембра́нне, або пристінко́ве тра́влення — кінцевий етап травлення в організмі хребетних тварин, зокрема людини, який відбувається безпосередньо на поверхні ворсинок тонкого кишечника. Цей тип травлення займає проміжне положення між позаклітинним (порожнинним) та внутрішньоклітинним травленням. Перетравлення речовин відбувається завдяки ферментам, які локалізовані на мембрані клітин епітелію мікроворсинок.
Явище пристінкового травлення вперше описане російським фізіологом Олександром Уголєвим як характерне для багатьох організмів, зокрема й одноклітинних.